# Alle Kvinners Blad
Alle Kvinners Blad (« Le magazine de toutes les femmes ») est un ancien hebdomadaire féminin norvégien publié de 1937 à 1978 à Oslo.

## Historique
Le magazine est fondé en 1937 par la maison d'édition Gyldendal Norsk Forlag. Il paraît chaque semaine. En 1936, il est renommé Alle kvinner (« Toutes les femmes »). Le magazine est géré par la maison d'édition Nordisk Forlag de 1974 à 1978, date de sa disparition. Son dernier rédacteur est Toppen Bech (en).

## Diffusion
En 1950, le magazine enregistre un record de 275 000 exemplaires diffusées, ce qui en fait le deuxième hebdomadaire le plus diffusé en Norvège à cette époque.